# Rallye Lettland
Die Rallye Lettland ist eine Motorsport-Veranstaltung, die jährlich im gleichnamigen Land im Baltikum stattfindet. Es ist der größte Motorsport-Event des Landes. Im Jahr 2024 erhält die Rallye zum ersten Mal einen Lauf zur Rallye-Weltmeisterschaft (WRC).

## Gesamtsieger
| Jahr | Rallye                   | Fahrer          | Co-Pilot               | Auto                   | Status |
| ---- | ------------------------ | --------------- | ---------------------- | ---------------------- | ------ |
| 2013 | Rallye Liepāja Ventspils | Jari Ketomaa    | Kaj Lindström          | Ford Fiesta RRC        | ERC    |
| 2014 | Rallye Liepāja           | Esapekka Lappi  | Janne Ferm             | Skoda Fabia S2000      | ERC    |
| 2015 | Rallye Liepāja           | Craig Breen     | Scott Martin           | Peugeot 208 T16        | ERC    |
| 2016 | Rallye Liepāja           | Ralfs Sirmacis  | Arturs Šimins          | Škoda Fabia R5         | ERC    |
| 2017 | Rallye Liepāja           | Nikołaj Griazin | Jarosław Fiedorow      | Škoda Fabia R5         | ERC    |
| 2018 | Rallye Liepāja           | Nikołaj Griazin | Jarosław Fiedorow      | Škoda Fabia R5         | ERC    |
| 2019 | Rallye Liepāja           | Oliver Solberg  | Aaron Johnston         | Volkswagen Polo GTI R5 | ERC    |
| 2020 | Rallye Liepāja           | Oliver Solberg  | Aaron Johnston         | Volkswagen Polo GTI R5 | ERC    |
| 2021 | Rallye Liepāja           | Nikołaj Griazin | Konstantin Aleksandrov | Volkswagen Polo GTI R5 | ERC    |
| 2022 | Rallye Liepāja           | Mārtiņš Sesks   | Renars Francis         | Škoda Fabia Rally2 evo | ERC    |
| 2023 | Rallye Liepāja           | Mārtiņš Sesks   | Renars Francis         | Škoda Fabia RS Rally2  | ERC    |
| 2024 | Rallye Lettland          | Kalle Rovanperä | Jonne Halttunen        | Toyota GR Yaris Rally1 | WRC    |